# Эрскинвильские короли
«Эрскинвильские короли» (англ. Erskineville Kings) — мелодрама 1999 года, снятая Radical Media для Palace Films с минимальным бюджетом и режиссёром-новичком Аланом Уайтом. Картина была выпущена 1 января 1999 года. Ведущий актёр фильма, Хью Джекман, был удостоен премии FCCA в номинации «за лучшую мужскую роль» за исполнение роли брата 25-летнего Барки, сыгранного Марти Деннизом, возвращающегося домой после сообщения о смерти отца.

## Описание сюжета
Фильм рассказывает историю двух братьев. Барки — 25-летний парень, вернувшийся домой после двух лет жизни в северных областях, где выращивают сахарный тростник. Он вернулся домой на похороны своего отца. Фильм начинается с прибытия Барки на рассвете на центральную станцию и розыска своего старшего брата Уэйса. Из его воспоминаний мы узнаём, что Барки уехал из дома два года назад, чтобы избежать неадекватной агрессии своего отца. Старшего брата Уэйса, оставшегося присматривать за отцом, доживающим последние годы жизни, не слишком радует длительное отсутствие Барки.
После прогулок по улицам он находит своего старого приятеля Уэйна, который указывает ему местонахождение брата. В результате при помощи Уэйна и друзей Барки удаётся найти брата в пабе, где выясняется, что мать Барки и Уэйса оставила семью пятнадцатью годами раньше, и что Уэйс ускорил смерть отца, когда с ним случился удар инсульта.
Барки также пересекается со своей бывшей подругой, Лэнни, и им удаётся оживить отношения.

## В ролях
- Марти Денниз — Барки
- Хью Джекман — Уэйс
- Джоэл Эдгертон — Уэйн
- Эндрю Уолли — Коппа
- Леа Ванденберг — Лэнни
- Аарон Блэйби — Танни

## Дополнительная информация
Фильм был снят на улицах Ньютауна и Эрскинвилля, в том числе в книжном магазине Гаулда в Ньютауне. Название фильма является отсылкой к королевскому отелю, вымышленной гостинице, в которой происходит большая часть сюжета фильма.